# 普通喜鵲
普通喜鵲或简称喜鹊，又名鹊、烏鵲、客鹊、飞驳鸟、鵲、神女、客鳥，是喜鹊属的一个物种，分布于东亚、中南半岛北部、俄罗斯远东南部。普通喜鹊曾经被认为是欧亚喜鹊的普通亚种，但系统发生学研究表明普通喜鹊所处分支在欧亚喜鹊与北美的喜鹊属类群分化之前就已经和欧亚-北美分支分道扬镳，而青藏喜鹊与阿拉伯喜鹊的亲缘关系比与普通喜鹊更近，因此普通喜鹊应独立成种。

## 特徵
普通喜鵲的體型較歐亞喜鵲粗壯，尾巴相對較短，雙翼較長。背部、尾巴及飛羽呈強烈的紫藍虹色，有些甚至呈綠色的。它們臀部的羽毛主要是黑色的，當中一些是有白斑的。
普通喜鵲的叫聲與歐亞喜鵲相似，但明顯較柔和。

## 分布
喜鹊是适应能力比较强的鸟类，在山区、平原都有栖息，无论是荒野、农田、郊区、城市都能看到牠们的身影。但是一个普遍规律是人类活动越多的地方，喜鹊种群的数量往往也就越多，而在人迹罕至的密林中则难见本物种的身影。喜鹊常结成大群成对活动，白天在旷野农田觅食，夜间在高大乔木的顶端栖息。
喜鹊是一种集体行动的鸟类，有地盘感，要是踏入其他喜鹊的地盘会遭攻击。臺灣的喜鵲則是在18世紀後期，相傳由臺灣府知府蔣元樞從中國大陸引進，現多被視為留鳥，但仍有觀點將此種群視為歸化較久的外來種。
在中国南方某些地区，少有喜鹊分布，但可见另一种雀形目鹟科的鸟类鹊鸲，鹊鸲亦为黑白两色的长尾鸟类，很多人将其误认为喜鹊，实际上两者在体形上有着巨大的差异，后者体长仅为20厘米左右，不足喜鹊体长的一半。

## 文化

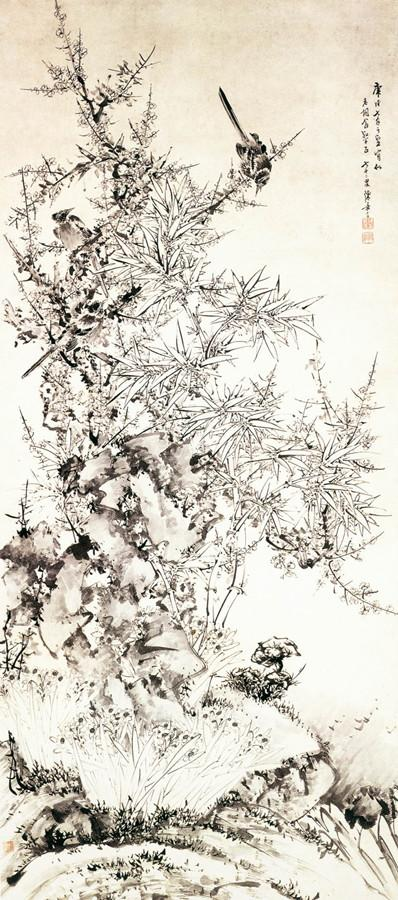
陈嘉言《竹石梅鹊图》，上海博物馆藏

在漢文文化圈中，喜鹊是非常受欢迎的一种鸟类，是好运与福气的象征，喜鹊登梅亦是中国画中常见的题材，它还经常出现在中国传统诗歌、对联中。此外，在中国的民间传说中，每年的七夕人间所有的喜鹊会飞上天河，搭起一条鹊桥，引分离的牛郎和织女相会，因而在中华文化中鹊桥常常成为男女情缘。
普通喜鵲是大韓民國及朝鮮民主主義人民共和國的國鳥。
喜鵲在清皇室始祖布庫里雍順的出生神話中有重要地位。

## 演化
根據分子鐘研究，普通喜鵲應該是於200萬年前的格拉斯期（Gelasian）演化成獨立分支。假設的擴張度為每100萬年1.6%點突變，非常適合雀形目，但混種及一些標本增加了偏差度。在美國德克薩斯州蘭德爾縣發現的左跗蹠骨化石，可能屬於200-100萬年前的更新世早期埃爾廣登階（Irvingtonian）。這個化石具有黑嘴喜鵲的獨有特徵，故推斷黑嘴喜鵲及黃嘴喜鵲是源自同一祖先。此發現將普通喜鵲分支出來的時間提早到500-450萬年前的上新世早期，追溯至內華達山脈上昇而造成的基因流阻隔。在第四紀冰期前殘餘的基因流有可能誤導了分子鐘的結果。
普通喜鵲是全北區鴉科的大型演化輻射的成員之一。長尾巴可能是此類的祖徵，獨有的黑白間則是獨有衍徵。